# Dioner Navarro
Dioner Favian Navarro (Caracas, 9 febbraio 1984) è un giocatore di baseball venezuelano, Ricevitore per i Cleveland Indians della Major League Baseball.

## Carriera
Navarro frequentò la scuola superiore di Caracas, Venezuela.
Firmò il 21 agosto 2000, un contratto con i New York Yankees. Debuttò nella MLB il 7 settembre del 2004 all'età di 20 anni, allo Yankee Stadium di New York, contro i Tampa Bay Devil Rays.
Tra il 2004 e il 2013 ha giocato con i Dodgers, i Rays, i Reds, i Cubs, i White Sox e i Blue Jays.
Il 31 luglio 2018, Navarro firmò con i Long Island Ducks della Atlantic League of Professional Baseball. Diventò free agent a fine stagione.
Il 7 febbraio 2019, Navarro firmò un contratto di minor league con i Cleveland Indians.

## Palmarès
- MLB All-Star Game: 1

2008